# Résonance-sol
Ne doit pas être confondu avec Effet de sol.

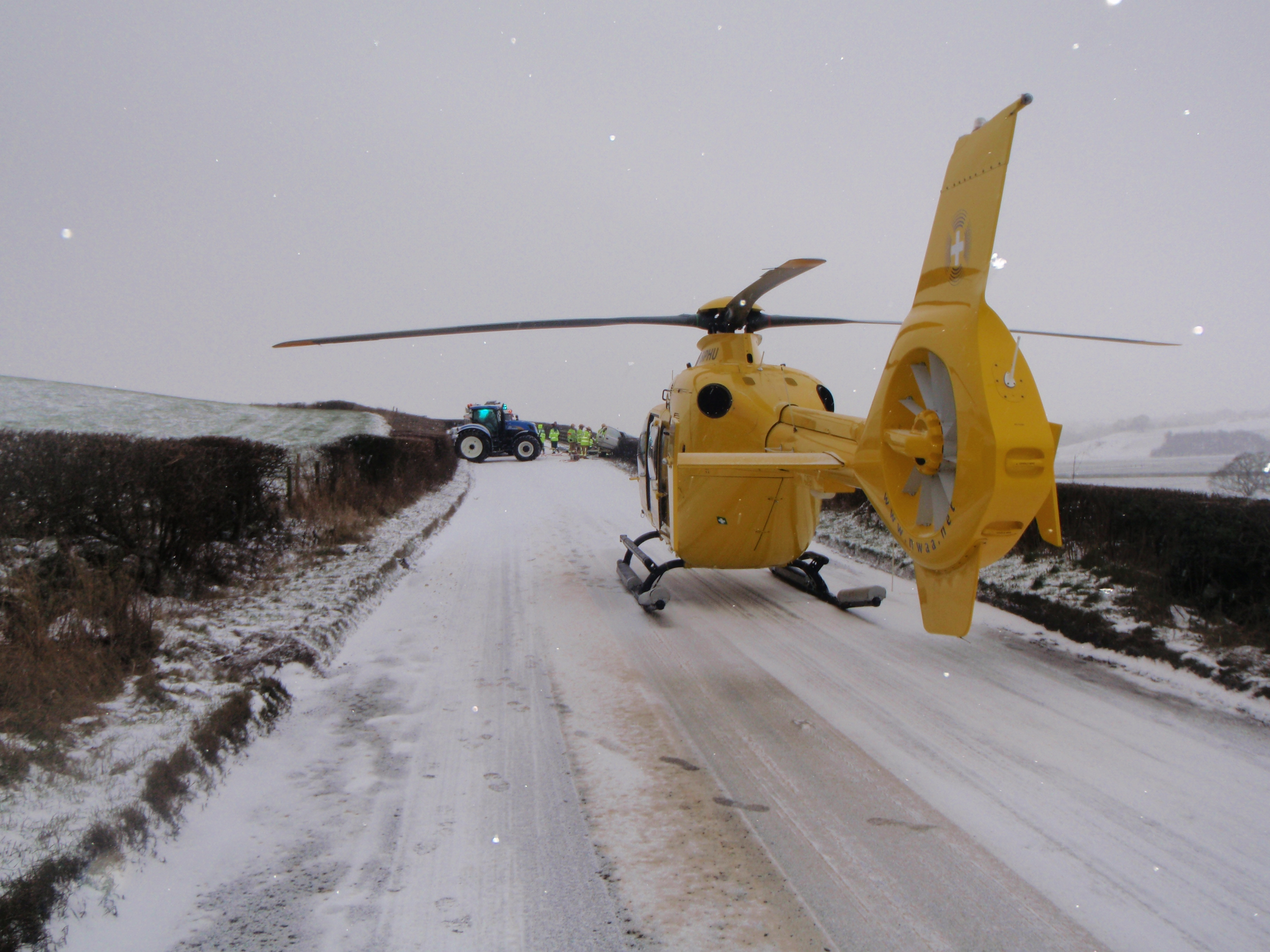
Dimanche 20 décembre - temps violent dans le Lancashire. À Hornby, une femme de 44 ans a été blessée dans un accident de la route et a été transportée par avion à l'hôpital de Lancaster - l'ascenseur a pris 23 minutes en raison de tempêtes de neige, mais aurait été encore plus difficile par la route.

La résonance-sol (Ground resonance (en)) est un risque de détérioration que courent, quand ils sont au sol, certains hélicoptères dont le rotor est en rotation.
Il s'agit d'un phénomène qui s'explique à partir des mouvements des pales en interaction avec les vibrations au niveau du train d'atterrissage.
Il ne doit pas être confondu avec l'effet de sol favorable à la portance,.

## Causes et conséquences

Articulations du rotor d'hélicoptère
Illustration du déplacement du centre de masse du rotor d'un hélicoptère causé par la rotation individuelle des pales dans leurs articulations verticales respectives.

Les rotors articulés avec des articulations de traînée permettent à chaque pale d'avancer ou de retarder sa rotation pour compenser les contraintes exercées sur la pale dues à l'accélération et à la décélération du moyeu du rotor (en raison de la conservation de la quantité de mouvement). Lorsque l'espacement des pales devient irrégulier, cela déplace le centre de masse du rotor hors de l'axe de rotation, ce qui provoque une oscillation . Lorsque la cellule commence à osciller d'avant en arrière à cause de cette oscillation, celles-ci peuvent se renforcer mutuellement et entraîner le centre de gravité du rotor à s’éloigner en spirale de l’axe de rotation, jusqu’à un point au-delà de la capacité de compensation du système d’amortissement .
La résonance au sol est généralement provoquée par un atterrissage brutal ou un contact asymétrique avec le sol, et est plus susceptible de se produire lorsque des composants du train d'atterrissage ou du système d’amortissement sont mal entretenus, comme les amortisseurs des charnières de traînée, les amortisseurs oléopneumatiques ou la pression des pneus . Dans des conditions extrêmes, le choc initial peut provoquer des oscillations violentes qui s’amplifient rapidement et entraînent des dommages catastrophiques à l’ensemble de la cellule. Dans certains cas, la destruction est totale, par exemple les panneaux de la cellule, les réservoirs de carburant et les moteurs sont arrachés, même à une vitesse normale du rotor .

## Atténuation
Un entretien approprié des composants du système d’amortissement de l’hélicoptère permet de prévenir l’apparition de la résonance au sol. Lorsqu’elle survient, une récupération est souvent possible si une action rapide est entreprise. Si le régime du rotor est suffisant, un décollage immédiat peut rétablir l’équilibre du rotor en permettant à la cellule de se déplacer librement et d’aider à amortir l’oscillation. Un arrêt complet peut être suffisant si la vitesse de rotation du rotor est très faible pendant un incident de résonance au sol.